# Rezerwat przyrody Kalinowo
Rezerwat przyrody Kalinowo – rezerwat przyrody położony na terenie gminy Piątnica w województwie podlaskim.
- Rok powstania: 1972[1][2]
- Powierzchnia według aktu powołującego: 1,45 ha[1], w 1989 powiększony do 69,76 ha[3]
- Rodzaj rezerwatu: leśny
- Przedmiot ochrony: fragment lasu grądowego oraz innych zbiorowisk leśnych i murawowych w przełomowym odcinku rzeki Narwi[2]
- Położony na obszarze obejmującym Łomżyński Park Krajobrazowy Doliny Narwi
- Rezerwat nadzoruje: Nadleśnictwo Łomża[4].